# توم أوين-إيفانز
توم أوين-إيفانز (بالإنجليزية: Tom Owen-Evans)‏ هو لاعب كرة قدم بريطاني في مركز الوسط، ولد في 18 مارس 1997 في برستل في المملكة المتحدة. لعب مع نيوبورت كونتي.

## وصلات خارجية
- توم أوين-إيفانز على موقع قاعدة بيانات كرة القدم.إي يو (الإنجليزية)
- توم أوين-إيفانز على موقع Soccerbase.com (لاعب) (الإنجليزية)
- توم أوين-إيفانز على موقع Soccerway.com (الإنجليزية)